# Stef Biemans
Stef Biemans (Nijmegen, 13 december 1978) is een Nederlandse presentator die in Spanje woont na jaren in Nicaragua te hebben doorgebracht.
Biemans geniet sinds 2007 bekendheid op de Nicaraguaanse televisie met het programma Aventados, waarbij hij met zijn zwager en een kleine videocamera liftend het land doorreisde.
Voor de VPRO werkte hij sinds 2007 als regisseur en presentator van het bekroonde Villa Achterwerk-programma Brieven uit Nicaragua, waarin hij vragen van kinderen over zijn leven in Nicaragua beantwoordt.
In 2010 maakte hij de stap naar het programma Metropolis. Daarnaast is hij presentator en maker van Metrópolis Nicaragua, de Nicaraguaanse versie van Metropolis TV.
Ook presenteert hij een programma voor de VPRO/ZAPP getiteld Stefpacking, waarin het leven van kinderen in diverse culturen aan bod komt.
In 2014 werd bij de VPRO zijn vijfdelige documentaireserie Amor met een snor over de liefde in Midden- en Zuid-Amerikaanse landen uitgezonden.
In 2018 startte een nieuwe documentaireserie Over de rug van de Andes waarin Biemans in 6 afleveringen in 6 Zuid-Amerikaanse landen kijkt hoe het continent aan het veranderen is. Later dat jaar ontvluchtte Biemans met zijn gezin Nicaragua vanwege toenemend geweld. Sindsdien woont hij in Spanje.
Vanuit Spanje maakt Biemans in 2019 de zesdelige documentaireserie Brieven aan Andalusië, die een vervolg krijgt in 2021  door de zesdelige documentaireserie Brieven aan de rest van Spanje.
In 2022 keert Biemans terug naar Midden-Amerika voor de vierdelige documentaireserie Tussen de Amerika's. In deze serie maakt hij gebruik van een dictafoon om geluiden op te nemen. Ook neemt hij er berichten mee op van de mensen die hij ontmoet. En laat andere mensen aan wie hij de berichten afspeelt er op reageren.

## Televisie
- Aqui no hay tren (2001)
- Aventados (2007-?)
- Brieven uit Nicaragua (2007-2014)
- Metropolis (2010-heden)
- Metrópolis Nicaragua
- Stefpacking (2012-2013)
- United Stuff of America (2013)
- Amor met een snor (2014)
- Hé Frans hé Stef (2015)
- Americanos (2016)
- Over de rug van de Andes (2018)
- Brieven aan Andalusië (2019)
- Brieven aan de rest van Spanje (2021)
- Tussen de Amerika's (2022)

## Prijzen
- Beeld en Geluid Award 2010 (categorie Jeugd) voor Brieven uit Nicaragua, VPRO (aflevering “Buitenechtelijk Liefjes”)
- Nominatie Prix Jeunesse (categorie Non-Fictie 7-14 jaar) voor Brieven uit Nicaragua, VPRO (aflevering “Buitenechtelijk Liefjes”)
- Cinekid Vakjuryprijs 2009 (categorie Non-Fictie) voor Brieven uit Nicaragua, VPRO (aflevering “Buitenechtelijk Liefjes”)
- Nominatie Concentra Award for Outstanding Journalism 2009[5] Two Thieves on a Motorcycle, VPRO (8 min, Metropolis, VPRO)
- Eervolle vermelding DirkvanderSypen Award 2001 voor Aqui No Hay Tren, HUMAN (50 min, Humanistische Omroep)
- Zilveren Nipkowschijf 2020 voor Brieven aan Andalusië, VPRO[6]

## Media
- Gemeinsame Normdatei: 1162342447
- International Standard Name Identifier: 0000 0003 8897 7221
- Nederlandse Thesaurus van Auteursnamen: 32716512X
- Virtual International Authority File: 282230856
- WorldCat: E39PBJy4fKvD9vCDcjj6CRB9Dq